# Produce 48
Produce 48 (tiếng Hàn Quốc: 프로듀스포티에잇; tiếng Nhật: プロデュース フォーティーエイト; được viết cách điệu thành PRODUCE48) hay còn được biết đến bằng tên gọi không chính thức Produce 101 Mùa 3 là một chương trình truyền hình thực tế sống còn được phát sóng trên kênh Mnet trong năm 2018. Chương trình là một dự án quy mô lớn nơi các "Nhà sản xuất quốc dân" (khán thính giả) sẽ "sản xuất" ra một nhóm nhạc nữ tạm thời bằng cách bình chọn cho các thí sinh mà mình yêu thích trong số 96 thí sinh, cũng như lựa chọn phong cách, bài hát ra mắt và tên nhóm. Chương trình là sự hợp tác giữa loạt chương trình Produce 101 và hệ thống AKB48.
Produce 48 được sản xuất bởi AKATV (cũng là đơn vị sản xuất Produce 101 Mùa 2) và phát sóng vào tối thứ 6 hàng tuần lúc 23:00 (KST) bắt đầu từ ngày 15 tháng 6 năm 2018. Đêm chung kết được phát sóng trực tiếp lúc 20:00 (KST) vào ngày 31 tháng 8 năm 2018. Nhóm nhạc bước ra từ chương trình là IZ*ONE (Hangul: 아이즈원).

## Khái niệm
Produce 48 tập hợp 96 thí sinh, 57 thực tập sinh đến từ Hàn Quốc và 39 thành viên của AKB48 Group đến từ Nhật Bản, từ đó khán giả sẽ bình chọn cho những thí sinh mình yêu thích để thành lập nên một nhóm nhạc Hàn Quốc - Nhật Bản gồm 12 thành viên hoạt động trong vòng 2 năm 6 tháng (30 tháng). Nhóm sẽ học tập theo hệ thống AKB48: "thần tượng bạn có thể gặp và chào hỏi" (idols you can meet and greet) và biểu diễn trong nhà hát của riêng mình. Album ra mắt của nhóm sẽ được sản xuất bởi nhà sản xuất nổi tiếng, cũng là người tạo nên các AKB48 Group Akimoto Yasushi và CEO của Pledis Entertainment Han Sung-soo. Các thành viên chiến thắng vẫn có thể hoạt động song song cùng với công ty gốc của mình.
Trong buổi họp báo vào ngày 11 tháng 6 năm 2018, Produce 48 cho biết chương trình chỉ cho phép và ghi nhận các lượt bình chọn từ khán giả Hàn Quốc  kể từ thời điểm lên sóng này, tất cả các lượt bình chọn còn lại đều không được tính để đảm bảo tính công bằng cho các thực tập sinh tại Hàn Quốc với lý do là vì độ nổi tiếng của các thí sinh Nhật Bản tại nước nhà quá lớn sẽ gây nên sự bất công đối với các thực tập sinh Hàn Quốc chưa có nhiều danh tiếng, và nhóm chiến thắng sẽ là top 12 chung cuộc, bất kể đến từ phía Hàn Quốc hay Nhật Bản chứ không chia đều 6 Hàn - 6 Nhật như thông tin ban đầu. Cuối cùng, các thành viên của nhóm chiến thắng bao gồm 9 thành viên người Hàn Quốc và 3 thành viên người Nhật Bản.

## Quảng bá và phát sóng
Concept của Produce 48 được tiết lộ tại MAMA in Japan vào ngày 29 tháng 11 năm 2017, cùng với màn trình diễn của AKB48 kết hợp cùng với các nhóm nhạc, nghệ sĩ nữ tân binh của Hàn Quốc Weki Meki, Pristin, Chungha, Fromis 9 và dàn thí sinh Idol School class 1. Teaser đầu tiên của chương trình được công bố vào ngày 11 tháng 4 năm 2018.
Bài hát chủ đề của chương trình "내꺼야 (Pick Me)" trình bày bởi các thí sinh Produce 48 được công bố trong tập 570 của M Countdown phát sóng vào ngày 10 tháng 5 năm 2018, với center là thành viên của HKT48 Team KIV - Miyawaki Sakura đến từ AKS.
Chương trình phát sóng lần đầu tiên vào ngày 15 tháng 6 năm 2018 ở Hàn Quốc trên kênh Mnet và ở Nhật Bản trên kênh Mnet Japan và BS Sky PerfecTV. Produce 48 còn được CJ E&M phát trực tiếp trên ứng dụng di động TVing Global của họ. Ngày 21 tháng 6 năm 2018, Produce 48 bắt đầu được phát sóng lại trên kênh tvN Asia ở Hồng Kông, Singapore, Macau, Malaysia, Indonesia, Đài Loan, Thái Lan, Sri Lanka, Philippines, Campuchia và Myanmar.

## Các cố vấn
- Đại diện Nhà sản xuất Quốc dân (MC): Lee Seung-gi.
- Cố vấn thanh nhạc: Lee Hong-gi (F.T. Island), Soyou (cựu thành viên Sistar).
- Cố vấn rap: Cheetah.
- Cố vấn trình diễn: Bae Yoon-jeong, Choi Young-joon, May J Lee (1MILLION Dance Studio).
- MC đặc biệt:
  - Jeon So-mi (cựu thành viên I.O.I; tập 1, 5)
  - Kang Daniel (Wanna One; tập 1)
  - Kim Chung-ha (cựu thành viên I.O.I; tập 5)
  - Bora (cựu thành viên Sistar; tập 6, 7)
- Cố vấn khách mời:
  - Kahi (cựu thành viên After school; cố vấn trình diễn; tập 1)
  - Bora (cựu thành viên Sistar; cố vấn tâm lý; tập 11)

## Thí sinh
Chú thích màu
| Danh sách 96 thí sinh | Danh sách 96 thí sinh | Danh sách 96 thí sinh | Danh sách 96 thí sinh | Danh sách 96 thí sinh | Danh sách 96 thí sinh |
| --------------------- | --------------------- | --------------------- | --------------------- | --------------------- | --------------------- |
| Jang Won-young        | Miyawaki Sakura       | Jo Yu-ri              | Choi Ye-na            | An Yu-jin             | Yabuki Nako           |
| Kwon Eun-bi           | Kang Hye-won          | Honda Hitomi          | Kim Chae-won          | Kim Min-ju            | Lee Chae-yeon         |
| Han Cho-won           | Lee Ga-eun            | Miyazaki Miho         | Takahashi Juri        | Takeuchi Miyu         | Shitao Miu            |
| Park Hae-yoon         | Shiroma Miru          | Kim Na-young          | Murase Sae            | Kim Do-ah             | Goto Moe              |
| Jang Gyu-ri           | Huh Yun-jin           | Kim Si-hyeon          | Wang Yi Ren           | Na Go-eun             | Lee Si-an             |
| Ko Yu-jin             | Son Eun-chae          | Chiba Erii            | Kojima Mako           | Yoon Hae-sol          | Bae Eun-yeong         |
| Nakanishi Chiyori     | Muto Tomu             | Sato Minami           | Iwatate Saho          | Yamada Noe            | Asai Nanami           |
| Kim So-hee            | Kim Min-seo           | Murakawa Bibian       | Kim Hyun-ah           | Kim Su-yun            | Lee Ha-eun            |
| Aramaki Misaki        | Kim Cho-yeon          | Lee Yu-jeong          | Motomura Aoi          | Park Min-ji           | Yu Min-young          |
| Park Seo-young        | Wang Ke               | Cho Ka-hyeon          | Nakano Ikumi          | Hwang So-yeon         | Shin Su-hyun          |
| Kang Da-min           | Mogi Shinobu          | Oda Erina             | Yoon Eun-bin          | Choi Yein-soo         | Matsuoka Natsumi      |
| Park Chan-ju          | Park Jinny            | Kim Da-yeon           | Hasegawa Rena         | Cho Ah-yeong          | Lee Seung-hyeon       |
| Kato Yuuka            | Kim Da-hye            | Imada Mina            | Nagano Serika         | Hong Ye-ji            | Lee Chae-jeong        |
| Park Ji-eun           | Ichikawa Manami       | Alex Christine        | Kurihara Sae          | Cho Yeong-in          | Asai Yuka             |
| Ahn Ye-won            | Naiki Kokoro          | Kim Yu-bin            | Cho Sa-rang           | Choi So-eun           | Shinozaki Ayana       |
| Won Seo-yeon          | Matsui Jurina         | Tanaka Miku           | Tsukiashi Amane       | Uemura Azusa          | Umeyama Cocona        |

## Xếp hạng
Thứ hạng của các thí sinh được xác định bằng tổng lượt bình chọn trực tuyến tại trang chủ của Produce 48 và lượt bình chọn trực tiếp của khán giả tại trường quay. Sau mỗi giai đoạn bình chọn, lượt bình chọn của các thí sinh sẽ quay trở về 0. Top 12 thí sinh đứng đầu của tập chung kết (tập 12) sẽ trở thành thành viên của nhóm nhạc chung cuộc. Thứ hạng hiện thời đầy đủ của các thí sinh được công bố vào cuối mỗi tập (trừ tập 4, 6, 7 và 10). Trong giai đoạn bình chọn thứ nhất và thứ hai, khán giả được phép chọn 12 thí sinh trong mỗi lượt bình chọn trực tuyến. Trong giai đoạn bình chọn thứ ba, khán giả được phép chọn 2 thí sinh trong mỗi lượt bình chọn trực tuyến. Trong giai đoạn bình chọn cho đêm chung kết, khán giả được phép chọn 1 thí sinh trong mỗi lượt bình chọn trực tuyến. Và trong đêm chung kết được bình chọn bằng tin nhắn, với mỗi số điện thoại được bình chọn một lần, mỗi tin nhắn bình chọn bằng 7 lượt bình chọn trực tuyến.
Chú thích màu
| #  | Tập 1           | Tập 2              | Tập 3              | Tập 5              | Tập 8              | Tập 9              | Tập 11             | Tập 12             |
| -- | --------------- | ------------------ | ------------------ | ------------------ | ------------------ | ------------------ | ------------------ | ------------------ |
| 1  | Miyawaki Sakura | Lee Ga-eun ↑4      | Lee Ga-eun =       | Lee Ga-eun =       | Jang Won-young ↑2  | Miyazaki Miho ↑26  | Miyawaki Sakura ↑1 | Jang Won-young ↑6  |
| 2  | An Yu-jin       | An Yu-jin =        | An Yu-jin =        | An Yu-jin =        | Yabuki Nako ↑5     | Miyawaki Sakura ↑5 | Miyazaki Miho ↓1   | Miyawaki Sakura ↓1 |
| 3  | Jang Won-young  | Kwon Eun-bi ↑22    | Miyawaki Sakura ↑2 | Jang Won-young ↑1  | Kang Hye-won ↑22   | Kang Hye-won =     | Lee Chae-yeon ↑9   | Jo Yu-ri ↑15       |
| 4  | Matsui Jurina   | Jang Won-young ↓1  | Jang Won-young =   | Miyawaki Sakura ↓1 | An Yu-jin ↓2       | Takeuchi Miyu ↑26  | Kang Hye-won ↓1    | Choi Ye-na ↑12     |
| 5  | Lee Ga-eun      | Miyawaki Sakura ↓4 | Kwon Eun-bi ↓2     | Kwon Eun-bi =      | Kwon Eun-bi =      | Lee Ga-eun ↑3      | Lee Ga-eun =       | An Yu-jin ↑9       |
| 6  | Jang Gyu-ri     | Choi Ye-na ↑1      | Goto Moe ↑2        | Goto Moe =         | Kim Min-ju ↑9      | Shitao Miu ↑16     | Takeuchi Miyu ↓2   | Yabuki Nako ↑3     |
| 7  | Choi Ye-na      | Wang Yi Ren ↑4     | Choi Ye-na ↓1      | Yabuki Nako ↑9     | Miyawaki Sakura ↓3 | Yabuki Nako ↓5     | Jang Won-young ↑1  | Kwon Eun-bi ↑5     |
| 8  | Lee Si-an       | Goto Moe ↑8        | Takeuchi Miyu ↑3   | Wang Yi Ren ↑1     | Lee Ga-eun ↓7      | Jang Won-young ↓7  | Shiroma Miru ↑6    | Kang Hye-won ↓4    |
| 9  | Shiroma Miru    | Yamada Noe ↑36     | Wang Yi Ren ↓2     | Choi Ye-na ↓2      | Han Cho-won ↑38    | Honda Hitomi ↑3    | Yabuki Nako ↓2     | Honda Hitomi ↑2    |
| 10 | Jo Yu-ri        | Lee Chae-yeon ↑19  | Lee Chae-yeon =    | Lee Chae-yeon =    | Jo Yu-ri ↑9        | An Yu-jin ↓6       | Shitao Miu ↓4      | Kim Chae-won ↑9    |
| 11 | Wang Yi Ren     | Takeuchi Miyu ↑28  | Yamada Noe ↓2      | Takeuchi Miyu ↓3   | Huh Yun-jin ↑11    | Kwon Eun-bi ↓6     | Honda Hitomi ↓2    | Kim Min-ju ↑4      |
| 12 | Kojima Mako     | Matsui Jurina ↓8   | Matsui Jurina =    | Honda Hitomi ↑10   | Honda Hitomi =     | Lee Chae-yeon ↑5   | Kwon Eun-bi ↓1     | Lee Chae-yeon ↓9   |

### Giai đoạn bình chọn thứ nhất
| #  | Tập 1 (Bình chọn trực tuyến) | Tập 2 (Bình chọn trực tuyến) | Tập 3 (Bình chọn trực tuyến) | Tập 4 (Bình chọn trực tiếp) | Tập 4 (Bình chọn trực tiếp) | Tập 5 (Tổng lượt bình chọn) | Tập 5 (Tổng lượt bình chọn) |
| #  | Tập 1 (Bình chọn trực tuyến) | Tập 2 (Bình chọn trực tuyến) | Tập 3 (Bình chọn trực tuyến) | Tên                         | Bình chọn                   | Tên                         | Bình chọn                   |
| -- | ---------------------------- | ---------------------------- | ---------------------------- | --------------------------- | --------------------------- | --------------------------- | --------------------------- |
| 1  | Miyawaki Sakura              | Lee Ga-eun                   | Lee Ga-eun                   | Yabuki Nako                 | 1,330                       | Lee Ga-eun                  | 633,511                     |
| 2  | An Yu-jin                    | An Yu-jin                    | An Yu-jin                    | Heo Yun-jin                 | 1,188                       | An Yu-jin                   | 607,823                     |
| 3  | Jang Won-young               | Kwon Eun-bi                  | Miyawaki Sakura              | Goto Moe                    | 1,172                       | Jang Won-young              | 539,596                     |
| 4  | Matsui Jurina                | Jang Won-young               | Jang Won-young               | Cho Ah-yeong                | 1,160                       | Miyawaki Sakura             | 532,273                     |
| 5  | Lee Ga-eun                   | Miyawaki Sakura              | Kwon Eun-bi                  | Jo Yu-ri                    | 1,152                       | Kwon Eun-bi                 | 507,633                     |
| 6  | Jang Gyu-ri                  | Choi Ye-na                   | Goto Moe                     | Asai Nanami                 | 1,144                       | Goto Moe                    | 461,078                     |
| 7  | Choi Ye-na                   | Wang Yi Ren                  | Choi Ye-na                   | Murase Sae                  | 1,138                       | Yabuki Nako                 | 449,722                     |
| 8  | Lee Si-an                    | Goto Moe                     | Takeuchi Miyu                | Kim Hyun-ah                 | 1,138                       | Wang Yi Ren                 | 404,888                     |
| 9  | Shiroma Miru                 | Yamada Noe                   | Wang Yi Ren                  | Kojima Mako                 | 1,120                       | Choi Ye-na                  | 390,483                     |
| 10 | Jo Yu-ri                     | Lee Chae-yeon                | Lee Chae-yeon                | Shitao Miu                  | 1,116                       | Lee Chae-yeon               | 368,218                     |
| 11 | Wang Yi Ren                  | Takeuchi Miyu                | Yamada Noe                   | Shiroma Miru                | 1,112                       | Takeuchi Miyu               | 362,417                     |
| 12 | Kojima Mako                  | Matsui Jurina                | Matsui Jurina                | Kim Chae-won                | 1,104                       | Honda Hitomi                | 333,670                     |

Ghi chú
- Thứ hạng của tập 5 - tập loại trừ thứ nhất dựa trên tổng số phiếu bình chọn trực tuyến tính từ tập 1 và số phiếu bình chọn trực tiếp cộng lại.

### Giai đoạn bình chọn thứ hai
| #  | Tập 7 (Bình chọn trực tiếp) | Tập 7 (Bình chọn trực tiếp) | Tập 8 (Tổng lượt bình chọn) | Tập 8 (Tổng lượt bình chọn) |
| #  | Tên                         | Bình chọn                   | Tên                         | Bình chọn                   |
| -- | --------------------------- | --------------------------- | --------------------------- | --------------------------- |
| 1  | Han Cho-won                 | 105,585                     | Jang Won-young              | 1,010,555                   |
| 2  | Murase Sae                  | 105,477                     | Yabuki Nako                 | 947,642                     |
| 3  | Miyazaki Miho               | 5,559                       | Kang Hye-won                | 927,362                     |
| 4  | Kim Chae-won                | 5,550                       | An Yu-jin                   | 910,191                     |
| 5  | Park Hae-yoon               | 5,543                       | Kwon Eun-bi                 | 906,981                     |
| 6  | Jo Yu-ri                    | 5,511                       | Kim Min-ju                  | 860,341                     |
| 7  | Kim Do-ah                   | 5,488                       | Miyawaki Sakura             | 824,058                     |
| 8  | Shiroma Miru                | 5,469                       | Lee Ga-eun                  | 808,425                     |
| 9  | Kwon Eun-bi                 | 5,450                       | Han Cho-won                 | 765,895                     |
| 10 | Son Eun-chae                | 5,438                       | Jo Yu-ri                    | 747,120                     |
| 11 | Kim Min-ju                  | 5,423                       | Huh Yun-jin                 | 730,282                     |
| 12 | Huh Yun-jin                 | 537                         | Honda Hitomi                | 716,204                     |

Ghi chú
- Thứ hạng của tập 8 - tập loại trừ thứ hai dựa trên tổng số phiếu bình chọn trực tuyến tính từ tập 6 và số phiếu bình chọn trực tiếp cộng lại.

### Giai đoạn bình chọn thứ ba
Ghi chú
- Thứ hạng của tập 11 - tập loại trừ thứ ba dựa trên tổng số phiếu bình chọn trực tuyến tính từ tập 9 và số phiếu bình chọn trực tiếp cộng lại.

### Chung kết
Trong đêm chung kết, Đại diện Lee Seung-gi thông báo tên của nhóm nhạc nữ chung cuộc là: "IZ*ONE" (tiếng Hàn: 아이즈원; Romaja: Aijeuwon).
| #  | Tập 12 (Tổng lượt bình chọn) | Tập 12 (Tổng lượt bình chọn) | Tập 12 (Tổng lượt bình chọn) |
| #  | Tên                          | Bình chọn                    | Trực thuộc                   |
| -- | ---------------------------- | ---------------------------- | ---------------------------- |
| 1  | Jang Won-young               | 338,366                      | Starship Entertainment       |
| 2  | Miyawaki Sakura              | 316,105                      | HKT48                        |
| 3  | Jo Yu-ri                     | 294,734                      | Stone Music Entertainment    |
| 4  | Choi Ye-na                   | 285,385                      | Yuehua Entertainment         |
| 5  | An Yu-Jin                    | 280,487                      | Starship Entertainment       |
| 6  | Yabuki Nako                  | 261,788                      | HKT48                        |
| 7  | Kwon Eun-bi                  | 250,212                      | Woollim Entertainment        |
| 8  | Kang Hye-won                 | 248,432                      | 8D Creative                  |
| 9  | Honda Hitomi                 | 240,418                      | AKB48                        |
| 10 | Kim Chae-won                 | 238,192                      | Woollim Entertainment        |
| 11 | Kim Min-ju                   | 227,061                      | Urban Works Media            |
| 12 | Lee Chae-yeon                | 221,273                      | WM Entertainment             |

Ghi chú
- Thứ hạng của tập 12 - tập chung kết dựa trên tổng số phiếu bình chọn trực tiếp thông qua tin nhắn trong một khoảng thời gian nhất định trong lúc phát sóng trực tiếp.

## Diễn biến các tập
| TT. | Tiêu đề  | Ngày phát hành gốc  |
| --- | -------- | ------------------- |
| 1 | "Tập 1"  | 15 tháng 6 năm 2018 |
| Các thí sinh tiến vào trường quay, nơi các ghế ngồi được xếp thành hình kim tự tháp đánh số từ 1 - 96. Các thí sinh được giới thiệu theo nhóm dựa trên công ty hoặc nhóm của mình, với thông tin và thứ hạng mong muốn được chiếu trên màn hình lớn. Các thí sinh có thể ngồi vào bất kì ghế với thứ hạng nào mà mình muốn. Sau khi 96 thí sinh đã ngồi xuống ghế đã chọn, Jeon So-mi và Kang Daniel xuất hiện để giải thích quy luật của chương trình. Họ còn cho biết hai nhà sản xuất hàng đầu Han Sung-soo và Akimoto Yasushi sẽ sản xuất album ra mắt của nhóm chung cuộc, gồm 12 thí sinh đứng đầu chứ không phải là 11 như hai mùa trước. Sau đó các thí sinh bắt đầu biểu diễn solo hoặc theo nhóm để được các cố vấn nhận xét, đánh giá và xếp các cá nhân vào các lớp tạm thời từ cao đến thấp: A, B, C, D, F dựa trên những kỹ năng hát, nhảy, rap, trình diễn. Cuối tập 1, bảng xếp hạng các thí sinh được công bố với vị trí thứ nhất thuộc về HKT48 Miyawaki Sakura. |          |                     |
| 2 | "Tập 2"  | 22 tháng 6 năm 2018 |
| Sau khi các thí sinh đã được phân vào các lớp tạm thời, các cố vấn thông báo 96 thí sinh sẽ biểu diễn bài hát chủ đề của chương trình "내꺼야 (Pick Me)" tại M Countdown. Vị trí đứng trên sân khấu và thời lượng hát sẽ được xác định dựa trên lớp của họ. Lớp A sẽ đứng ở đầu và được hát, còn lớp F sẽ đứng ở dưới sân khấu chính, nhảy phụ đạo và không được hát. Các thí sinh có 3 ngày để ghi nhớ vũ đạo và lời bài hát cả bản tiếng Hàn lẫn tiếng Nhật, sau 3 ngày các thí sinh sẽ quay 2 video biểu diễn phần lời một của ca khúc chủ đề, một video hát bằng tiếng Hàn, một video hát bằng tiếng Nhật để các cố vấn đánh giá lại lớp của họ và phân vào lớp chính thức. Ở mùa này có một thí sinh bị hạ từ lớp A xuống lớp F, lần đầu tiên trong lịch sử chương trình. |          |                     |
| 3 | "Tập 3"  | 29 tháng 6 năm 2018 |
| Sau khi các thí sinh đã di chuyển về lớp cố định của mình, các thí sinh thuộc lớp A thể hiện màn trình diễn tự biên đạo để giành lấy vị trí center của bài hát chủ đề. Chính các thí sinh thuộc các lớp còn lại sẽ bình chọn để tìm ra center. HKT48 Miyawaki Sakura giành được chiến thắng và trở thành center. Sau khi sân khấu trên M Countdown được phát sóng, các cô gái đã được gặp mặt Đại diện Nhà sản xuất Quốc dân Lee Seung-gi. Anh công bố nhiệm vụ tiếp theo - đánh giá Group Battle. 16 đội, mỗi đội có từ 5 - 6 thành viên được thành lập để biểu diễn 8 bài hát cho trước: "Short Hair" (AOA), "Peek-a-Boo" (Red Velvet), "Love Whisper" (GFriend), "Very Very Very" (I.O.I), "Boombayah" (Blackpink), "High Tension" (AKB48), "Mamma Mia (tiếng Nhật)" (Kara), và "Like Ooh-Ahh (tiếng Nhật)" (Twice). Vì là center nên Miyawaki Sakura được quyền chọn thành viên cho đội của mình trước tiên, và những thí sinh chọn thành viên tiếp theo sẽ được quyết định bằng việc người trước bốc thăm ngẫu nhiên. Tiếp đó những thí sinh chọn thành viên tranh giành nhau bài hát mình muốn biểu diễn bằng một cuộc chạy đua. Có 8 đội sẽ chọn được bài hát một cách chủ động, và 8 đội này sẽ chọn đội đối thủ của mình từ 8 đội còn lại. Tiếp theo là quá trình luyện tập, lựa chọn vị trí đội trưởng, center,... của các đội. Mỗi bài hát sau đó được biểu diễn bởi hai nhóm, các khán giả tại trường quay sẽ bình chọn cho thành viên mà mình yêu thích, tổng số bình chọn của các thành viên sẽ là số phiếu bình chọn của nhóm. Nhóm thắng cuộc sẽ được thưởng 1,000 phiếu thưởng cho mỗi thành viên. |          |                     |
| 4 | "Tập 4"  | 6 tháng 7 năm 2018  |
| Quá trình luyện tập và biểu diễn của 14 đội còn lại được phát sóng. Sau khi tất cả các nhóm đã biểu diễn xong, các thí sinh tập hợp lại và Lee Seung-gi công bố thứ hạng dựa theo số phiếu bình chọn trực tiếp của các khán giả tại trường quay, Yabuki Nako dẫn đầu với 330 phiếu. Tiếp đó thứ hạng sau khi những thí sinh của đội thắng được cộng 1,000 phiếu thưởng được công bố, đứng đầu vẫn là Yabuki Nako với 1,330 phiếu. Tập này không công bố thứ hạng bình chọn trực tuyến. Tại vòng công bố thứ hạng đầu tiên, những thí sinh từ thứ 59 đến 92 (4 thí sinh đã tự rời chương trình) sẽ bị loại. |          |                     |
| 5 | "Tập 5"  | 13 tháng 7 năm 2018 |
| Mở đầu tập, Lee Seung-gi đưa ra những lời khuyên cho các thí sinh. Tiếp theo, các thí sinh đi vào studio theo nhóm. Giữa các lượt công bố thứ hạng, những sự kiện, trò chơi nhỏ hay những cảnh quay chưa công bố, như giờ tập thể dục, tam sao thất bản, dọa ma các thí sinh được chiếu. Ngoài ra còn có một vòng thi dance battle do cựu thành viên I.O.I là Jeon So-mi, Kim Chung-ha làm MC và các cố vấn Bae Yoon-jeong, Choi Young-jun, May J Lee làm giám khảo. Goto Moe của AKB48 giành chiến thắng và được phong làm "Dancing Queen". Sau đó chính các thí sinh bình chọn ra thí sinh đẹp nhất chương trình - "Visual Center". Thí sinh được bình chọn nhiều nhất là Wang Yi Ren của Yuehua Entertainment. Sau khi đã công bố thứ hạng từ 57 đến 14, Lee Seung-gi thông báo rằng Matsui Jurina tuy đứng thứ 13 nhưng đã rời chương trình vì lý do sức khỏe. Hạng 12 đến hạng 2 dần được công bố, hạng 1 thuộc về Lee Ga-eun của Pledis Entertainment. Sau khi công bố hạng 1, thí sinh hạng 58 được công bố là Sato Minami của AKB48. Cuối tập, Lee Seung-gi thông báo các khán giả đã có thể bắt đầu bình chọn giai đoạn hai, không những thế còn có thể bình chọn để thành lập nhóm cho vòng đánh giá Concept. |          |                     |
| 6 | "Tập 6"  | 20 tháng 7 năm 2018 |
| Các thực tập sinh Produce 48 sẽ phải đối mặt với thử thách mới trong vòng đánh giá Position, số phiếu của các thí sinh được tính lại từ 0. Trong vòng thi này, 57 cô gái chọn thi đấu ở hai mảng: một là Vocal & Rap (hát và rap) và hai là Dance (nhảy). Các thực tập sinh chọn mảng Vocal & Rap phải tự phối khí lại bài hát và viết lời cho đoạn rap, trong khi đó các thực tập sinh chọn mảng Dance phải tự biên đạo bài nhảy cho mình. Thí sinh nhận được nhiều bình chọn nhất trong mỗi đội sẽ được thưởng thêm 5,000 điểm bình chọn. Riêng 2 thực tập sinh có số phiếu nhiều nhất ở hai mảng sẽ nhận được thêm 100,000 điểm bình chọn. Đề thi ở mảng Vocal là: "Into the New World" (Girls' Generation), "The Truth Untold" (BTS), "Don't Know You" (Heize), "DDU-DU DDU-DU" (Blackpink), "Energetic" (Wanna One), "Merry Chri" (BoA). Đề thi ở mảng Dance gồm: "HandClap" (Fitz & The Tantrums), "Side to Side" (Ariana Grande), "Sorry Not Sorry (Freedo Remix)" (Demi Lovato), "Touch (Muffin Remix)" (Little Mix) và "Instruction" (Jax Jones). Huấn luyện viên Soyou cũng tuyên bố rằng chỉ có 30 thực tập sinh có thứ hạng cao nhất mới được đi tiếp sau vòng loại trừ thứ 2, điều đó đồng nghĩa với việc tất cả các thí sinh xếp hạng từ 31 đến 57 sẽ bị loại. Cuối tập 6, thứ hạng của một số thí sinh trong BXH hiện tại được công bố. Theo đó, Yabuki Nako và Jang Won-young hiện đang cạnh tranh cho vị trí số 1, Huh Yun-jin ở vị trí thứ 10, Honda Hitomi đứng thứ 11, Wang Yi Ren đứng thứ 12 và Park Hae-yoon hiện đang đứng thứ 30. |          |                     |
| 7 | "Tập 7"  | 27 tháng 7 năm 2018 |
| Các màn trình diễn còn lại được phát sóng. Tiếp đó thứ hạng các thí sinh được công bố, với Han Cho-won đứng đầu mảng Vocal và Murase Sae đứng đầu mảng Dance. |          |                     |
| 8 | "Tập 8"  | 3 tháng 8 năm 2018  |
| Cố vấn rap Cheetah thông báo về vòng đánh giá tiếp theo. Cả 57 thí sinh sẽ luyện tập cho vòng đánh giá này nhưng không phải tất cả sẽ được biểu diễn. Vòng đánh giá tiếp theo là đánh giá Concept, các thí sinh được sắp xếp vào 1 trong 6 bài hát dựa trên một cuộc bỏ phiếu trực tuyến của người xem. Sáu bài hát đó là: Contemporary Girls Pop "1000%" (OREO), R&B/Hip-Hop "I Am" (Full8loom, Jake K, and Jin Lee), New Jack Swing "To Reach You" (Mask Rider), Moombahton/Trap "Rumor" (EDEN), Tropical Pop Dance "Rollin' Rollin'" (Wonderkid and Shin Kung) và Pop Dance "See You Again" (Lee Dae-whi). Sau đó là buổi loại trừ thứ hai, các thí sinh từ 31 đến 57 bị loại. Jang Won-young xếp thứ nhất và Takeuchi Miyu xếp thứ 30. |          |                     |
| 9 | "Tập 9"  | 10 tháng 8 năm 2018 |
| Do sau khi bị loại, có nhóm sẽ thừa thành viên và có nhóm sẽ thiếu thành viên, nên các thí sinh trong cùng một nhóm sẽ bỏ phiếu kín để quyết định ai phải rời đi, những thí sinh bị loại khỏi nhóm sẽ được chọn bởi nhóm trưởng các nhóm thiếu thành viên. Tiếp đó, Lee Seung-gi có buổi gặp mặt và chia sẻ kinh nghiệm với các thí sinh. |          |                     |
| 10 | "Tập 10" | 17 tháng 8 năm 2018 |
| Cả sáu màn biểu diễn được phát sóng. Đội "Rollin' Rollin'" có tổng số phiếu bầu nhất, nhận được 130,000 phiếu thưởng, trong đó riêng Shiroma Miru có số phiếu bầu cá nhân cao nhất nhận được 50,000 phiếu thưởng, các thành viên còn lại mỗi người nhận 20,000 phiếu thưởng. |          |                     |
| 11 | "Tập 11" | 24 tháng 8 năm 2018 |
| Giữa những cảnh loại thí sinh, các cô gái trải qua các bài học trang điểm, tham dự một buổi trị liệu để chia sẻ về cảm xúc hiện tại của họ với sự tham gia đặc biệt của Bora. Họ cũng được yêu cầu chọn một thí sinh mà họ đã bầu chọn với Choi Ye-na của Yuehua chiếm vị trí số 1 và Lee Ga-eun của Pledis Entertainment và Kwon Eun-bi của Woollim Entertainment lần lượt chiếm vị trí thứ 2 và 3. Trong buổi loại trừ, Lee Seung-gi tiết lộ rằng chỉ có 20 thực tập sinh sẽ tiến đến giai đoạn cuối cùng. Miyazaki Miho, Kang Hye-won, Lee Chae-yeon và Miyawaki Sakura được gọi là ứng cử viên cho hạng nhất, Miyawaki Sakura được tiết lộ đạt hạng nhất. Các ứng cử viên cho vị trí thứ 20 sau đó được gọi tên: Park Hae-yoon của FNC và Kim Na-young của Banana Culture. Park Hae-yoon được vào vòng trong. Với top 20 được xác nhận, Lee Seung-gi tuyên bố nhiệm vụ tiếp theo và cuối cùng: đánh giá bài hát ra mắt. Anh ấy giới thiệu "We Together" (do Han Sung-soo, nhà sản xuất của Pledis Entertainment sản xuất) và "You're in love, right? (Được sản xuất bởi Akimoto Yasushi, nhà sản xuất của AKB48) là những bài hát ra mắt của những thí sinh top 20. Họ sẽ được chia thành hai đội gồm 10 người, mỗi đội gồm một giọng chính và chín giọng phụ. Các cô gái chọn vị trí của mình bắt đầu từ hạng 20 lên 1, với các cô gái có thứ hạng cao hơn được ưu tiên thay thế các cô gái có thứ hạng thấp hơn và sau khi xác nhận vị trí, các cô gái bắt đầu thực hành vũ đạo và ghi nhớ lời bài hát để chuẩn bị cho giai đoạn cuối. |          |                     |
| 12 | "Tập 12" | 31 tháng 8 năm 2018 |
| Tập cuối bắt đầu chiếu các buổi thử giọng của các cô gái, cũng như các cuộc phỏng vấn cuối cùng của họ. Xuyên suốt vòng chung kết, các thực tập sinh hiện đang có khả năng đứng thứ 12 được tiết lộ để khuyến khích mọi người bỏ phiếu. Buổi đánh giá ra mắt bắt đầu với việc các thực tập sinh từng bị loại quay trở lại và cùng trình diễn "Nekkoya". Lee Seung-gi sau đó tiết lộ tên nhóm là IZ*ONE. Sau đó đoạn video quay lại buổi hòa nhạc nhỏ của top 20 ở Nhật Bản, nơi họ biểu diễn bài hát chủ đề từ chương trình, với Yamada Noe của NGT48 đóng vai trò MC. Các thực tập sinh bước vào giai đoạn cuối trong việc chuẩn bị cho hai bài hát cuối cùng, và center của mỗi nhóm được công bố trên sân khấu. Lee Chae-yeon của WM Entertainment được chọn làm center cho "We Together" và Choi Ye-na của Yuehua Entertainment làm center cho "You're in Love, right?". Lee Seung-gi cũng đã cho thấy các ứng cử viên cho vị trí thứ 12 trong cuộc bầu chọn trực tiếp là Takeuchi Miyu, Kim Chae-won, Han Cho-won và Honda Hitomi. Các cô gái cũng được ghi âm một bài hát cuối cùng được hát bởi tất cả 20 thực tập sinh "While Dreaming", với lời bài hát mô tả hành trình của họ thông qua chương trình. Các thực tập sinh chia sẻ lời cảm ơn cuối cùng của họ đến các cố vấn và cũng xem các video thử giọng của họ, và cuối cùng, đọc những lá thư họ đã viết cho chính họ từ các tập trước. Bỏ phiếu kết thúc, và thông báo xếp hạng bắt đầu. Thông báo xếp hạng bắt đầu từ thí sinh xếp ở vị trí thứ 11, đó là Kim Min-ju của Urban Work, sau đó là Kim Chae-won của Woolim ở vị trí thứ 10, Honda Hitomi của AKB48 ở vị trí thứ 9, Kang Hye-won của 8D Creative ở vị trí thứ 8, Kwon Eun-bi ở vị trí thứ 7, Yabuki Nako của HKT48 ở vị trí thứ 6, An Yu-jin của Starship ở vị trí thứ 5, Choi Ye-na của Yuehua ở vị trí thứ 4 và Jo Yu-ri của Stone Music ở vị trí thứ 3, tất cả được xác nhận họ sẽ là thành viên của nhóm thắng cuộc. Sau đó, Miyawaki Sakura của HKT48 và Jang Won-young của Starship được gọi tên làm ứng cử viên cho hạng nhất, với Jang Won-young chiếm vị trí đầu tiên, trở thành center của IZ*ONE. Các ứng cử viên cho vị trí thứ 12 là Han Cho-won của Cube, Lee Ga-eun của Pledis, Miyazaki Miho của AKB48 và Lee Chae-yeon của WM. Sau đó, vị trí thứ 12 và cuối cùng cho IZ*ONE thuộc về Lee Chae-yeon. |          |                     |

## Gian lận phiếu bầu
Ngày 1 tháng 8 năm 2019, 272 người xem khởi kiện Mnet tội gian lận phiếu bầu, bởi dịch vụ bình chọn bằng tin nhắn điện thoại thu phí 100 won mỗi phiếu.
Ngày 20 tháng 8 năm 2019, cảnh sát ra lệnh lục soát văn phòng của CJ E&M và một công ty thực hiện bình chọn qua tin nhắn điện thoại.
Ngày 16 tháng 10 năm 2019, cảnh sát bắt đầu điều tra các nhà sản xuất có nhận hối lộ để gian lận phiếu bầu hay không. Ngày 5 tháng 11 năm 2019, được Tòa án Quận Seoul chấp thuận, cảnh sát ra lệnh bắt giữ và cấm di chuyến đối với giám đốc sản xuất Ahn Joon-young, chỉ đạo sản xuất Kim Yong-bum, một nhà sản xuất họ Lee, và phó chủ tịch Starship Entertainment Kim Kang-hyo, sau khi họ cố gắng tiêu hủy các bằng chứng. Tối ngày hôm đó, Ahn và Kim Yong-bum bị bắt giữ. Ban đầu Ahn khai rằng chỉ thay đổi thứ hạng của các thí sinh Produce 48 và Produce X 101, nhưng sau đó thú nhận rằng đã gian lận phiếu bầu trong cả hai mùa đầu tiên.
Ngày 7 tháng 11 năm 2019, cảnh sát cho biết thứ hạng của top 20 thí sinh trong Produce 48 và Produce X 101 đều đã được các nhà sản xuất xác định trước khi các màn biểu diễn trong đêm chung kết được ghi hình và phát sóng.
NẠN NHÂN
Nạn nhân bị ảnh hưởng nhất Produce 48 bao gồm:
| Thí sinh                  | Giai đoạn                        | Ghi chú |
| ------------------------- | -------------------------------- | --- |
| Lee Ka Eun (After School) | Vòng bình chọn thứ 4 (Chung Kết) | Thứ hạng thực tế trong đêm chung kết: Lee Ga Eun thứ 5, Han Cho-won thứ 6 nhưng bị mất suất ra mắt cùng IZ*ONE |
| Han Cho-Won(Lights        | Vòng bình chọn thứ 4 (Chung Kết) | Thứ hạng thực tế trong đêm chung kết: Lee Ga Eun thứ 5, Han Cho-won thứ 6 nhưng bị mất suất ra mắt cùng IZ*ONE |

## Danh sách đĩa nhạc

### Mini-album
| 30 Girls 6 Concepts                                                                                   | - Phát hành: ngày 18 tháng 8 năm 2018 - Hãng đĩa: Stone Music Entertainment - Định dạng: Tải xuống kỹ thuật số | 14 | 7 | 9 | - NB: 2,473 |
| Produce 48 – Final                                                                                    | - Phát hành: ngày 1 tháng 9 năm 2018 - Hãng đĩa: Stone Music Entertainment - Định dạng: Tải xuống kỹ thuật số  | 22 | - | - |             |
| "-" biểu thị các bản phát hành không lọt vào bảng xếp hạng hoặc không được phát hành tại lãnh thổ đó. | |    |   |   |             |

### Đĩa đơn
| "Nekkoya (Pick Me)"                                                                                   | 2018 | -  | -  | - | Đĩa đơn không thuộc album |
| "Rollin 'Rollin'"                                                                                     | 2018 | 66 | 66 | - | 30 Girls 6 Concepts       |
| "To Reach You"                                                                                        | 2018 | 57 | 61 | - | 30 Girls 6 Concepts       |
| "Rumor"                                                                                               | 2018 | 24 | 37 | - | 30 Girls 6 Concepts       |
| "See You Again"                                                                                       | 2018 | 80 | 79 | - | 30 Girls 6 Concepts       |
| "1000%"                                                                                               | 2018 | 70 | 68 | - | 30 Girls 6 Concepts       |
| "I Am"                                                                                                | 2018 | 92 | 90 | - | 30 Girls 6 Concepts       |
| "We Together"                                                                                         | 2018 | -  | -  | - | Produce 48 – Final        |
| "Suki ni Nacchau Darō?" (好きになっちゃうだろう？)                                                    | 2018 | -  | -  | - | Produce 48 – Final        |
| "Yume wo Miteiru Aida" (phiên bản tiếng Hàn) (꿈을 꾸는 동안)                                         | 2018 | -  | -  | - | Produce 48 – Final        |
| "Yume wo Miteiru Aida" (phiên bản tiếng Nhật) (夢を見ている間)                                        | 2018 | -  | -  | - | Produce 48 – Final        |
| "-" biểu thị các bản phát hành không lọt vào bảng xếp hạng hoặc không được phát hành tại lãnh thổ đó. |      |    |    |   |                           |

## Tỉ suất người xem
Trong bảng phía dưới, số màu xanh thể hiện tập có tỉ suất người xem thấp nhất và số màu đỏ thể hiện tập có tỉ suất người xem cao nhất.
| Tập        | Ngày phát sóng      | Tỉ lệ người xem trung bình | Tỉ lệ người xem trung bình |
| Tập        | Ngày phát sóng      | AGB Nielsen                | AGB Nielsen                |
| Tập        | Ngày phát sóng      | Cả nước                    | Vùng thủ đô Seoul          |
| ---------- | ------------------- | -------------------------- | -------------------------- |
| 1          | 15 tháng 6 năm 2018 | 1.132%                     | NR                         |
| 2          | 22 tháng 6 năm 2018 | 1.913%                     | 1.768%                     |
| 3          | 29 tháng 6 năm 2018 | 1.999%                     | 2.098%                     |
| 4          | 6 tháng 7 năm 2018  | 2.883%                     | 3.068%                     |
| 5          | 13 tháng 7 năm 2018 | 2.715%                     | 2.732%                     |
| 6          | 20 tháng 7 năm 2018 | 2.479%                     | 3.080%                     |
| 7          | 27 tháng 7 năm 2018 | 2.075%                     | 3.266%                     |
| 8          | 3 tháng 8 năm 2018  | 2.397%                     | 2.399%                     |
| 9          | 10 tháng 8 năm 2018 | 2.561%                     | 2.794%                     |
| 10         | 17 tháng 8 năm 2018 | 2.594%                     | 3.221%                     |
| 11         | 24 tháng 8 năm 2018 | 2.435%                     | 2.556%                     |
| 12         | 31 tháng 8 năm 2018 | 3.346%                     | 3.512%                     |
| Trung bình | Trung bình          | 2.341%                     | 2.649%                     |

- Lưu ý rằng chương trình phát sóng trên kênh truyền hình cáp (truyền hình trả tiền), góp phần vào việc thu hút khán giả thấp và lượng khán giả tương đối nhỏ khi so sánh với các chương trình phát sóng (FTA) trên các kênh công cộng như KBS, SBS, MBC hoặc EBS.
- Tỉ suất NR có nghĩa là "không báo cáo" (not reported). Tỉ suất thấp.

## Phát sóng quốc tế
| Quốc gia | Kênh phát sóng              | Bắt đầu phát sóng   |
| --- | --------------------------- | ------------------- |
| Nhật Bản | Mnet Japan                  | 15 tháng 6 năm 2018 |
| Nhật Bản | BS SKY PerfecTV!            | 15 tháng 6 năm 2018 |
| Toàn cầu | TVING Global for PRODUCE 48 | 15 tháng 6 năm 2018 |
| Hồng Kông · Singapore · Ma Cao · Malaysia · Indonesia · Đài Loan · Thái Lan · Sri Lanka · Philippines · Campuchia · Myanmar | tvN Asia                    | 21 tháng 6 năm 2018 |